# Paal
Paal är en ort i Belgien.   Den ligger i provinsen Limburg och regionen Flandern, i den centrala delen av landet, 60 km öster om huvudstaden Bryssel. Paal ligger 39 meter över havet och antalet invånare är 10 658.
Terrängen runt Paal är mycket platt. Runt Paal är det tätbefolkat, med 659 invånare per kvadratkilometer.. Närmaste större samhälle är Beringen, 3,9 km öster om Paal. 
Omgivningarna runt Paal är en mosaik av jordbruksmark och naturlig växtlighet.